# Paracles quadrata
Paracles quadrata är en fjärilsart som beskrevs av Rothschild 1910. Paracles quadrata ingår i släktet Paracles och familjen björnspinnare. Inga underarter finns listade i Catalogue of Life.